# Maik Penn

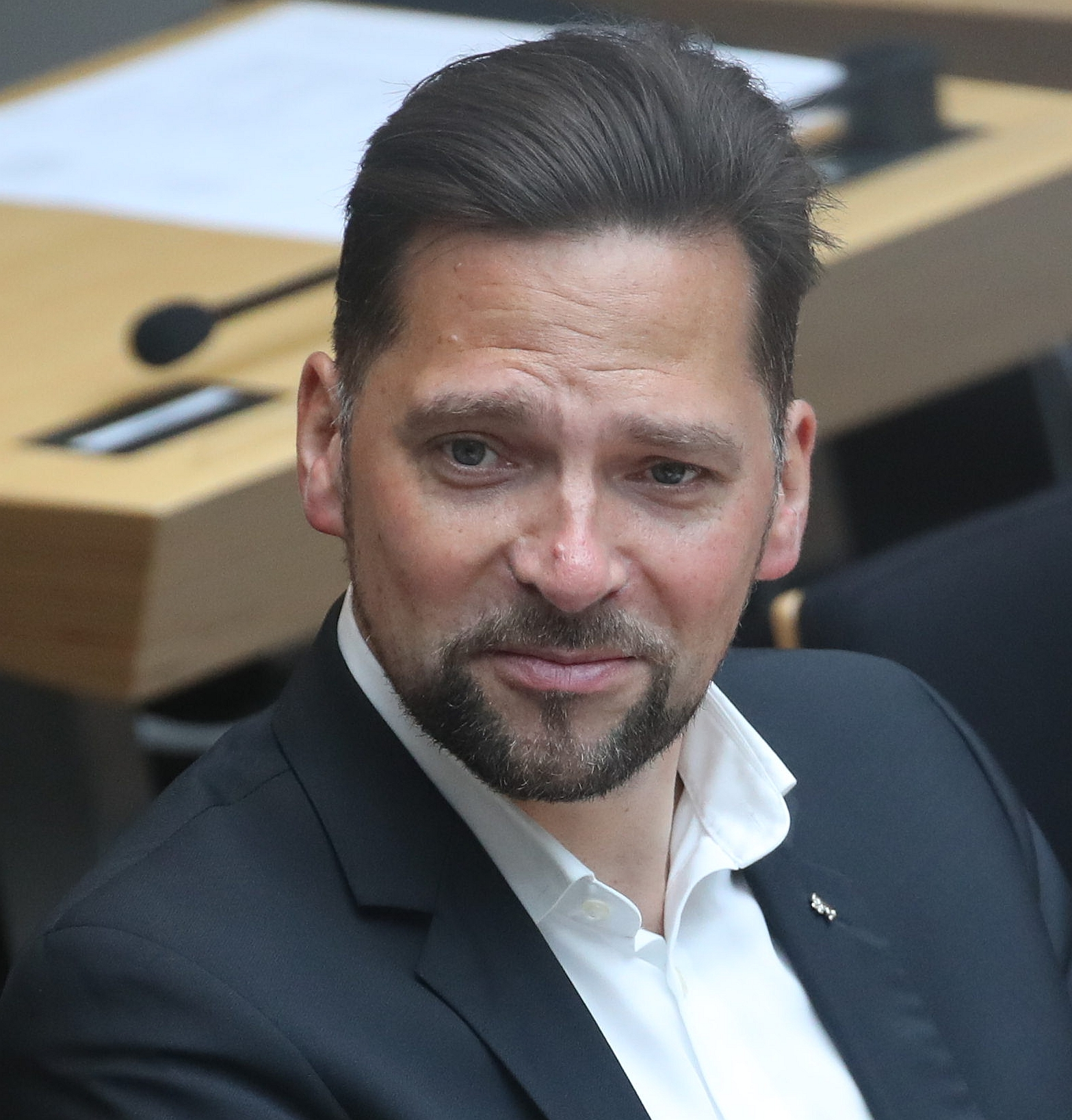
Maik Penn, 2025

Maik Penn (* 19. März 1981 in Berlin) ist ein deutscher Politiker (CDU) und seit 2016 Mitglied des Abgeordnetenhauses von Berlin.

## Leben
Von 2002 bis 2006 studierte Penn Öffentliche Verwaltungswirtschaft. Er ist Diplom-Verwaltungswirt und war ab Dezember 2006 als Verwaltungsbeamter bei der Polizei Berlin im Bereich für Aus- und Fortbildung tätig. Wegen Unvereinbarkeit mit seinem Abgeordnetenmandat, ruht das Dienstverhältnis derzeit.
Penn ist Mitglied der CDU Berlin und kandidierte 2016 für das Abgeordnetenhaus von Berlin, woraufhin er über die Bezirksliste Treptow-Köpenick in das Parlament einzog. Bei der Abgeordnetenhauswahl 2021 und der Wiederholungswahl 2023 konnte er seinen Sitz im Abgeordnetenhaus verteidigen.
Penn wohnt in Treptow-Köpenick.

## Maskenaffäre
In der Lobbyismusaffäre der Union 2021 unterstütze er Niels Korte (CDU) durch direkte Kontakte zu Gesundheitsminister Jens Spahn (CDU).